# Обан
Обан (фр. Hauban) је насељено место у Француској у региону Миди Пирене, у департману Горњи Пиринеји.
По подацима из 2011. године у општини је живело 94 становника, а густина насељености је износила 43,93 становника/km².

## Демографија
| 1962. | 1968. | 1975. | 1982. | 1990. | 2011. |
| ----- | ----- | ----- | ----- | ----- | ----- |
| 76    | 76    | 64    | 90    | 106   | 94    |